# 邊和軍隊義莊
邊和軍隊義莊是越南平陽省以安市墳場，曾經是越南共和國軍的軍人墳場。
墳場建於1965年，由建築師黎文茂（Lê Văn Mậu）負責設計，但最早的墳墓出現在1968年。
越南雕塑家阮清秋（Nguyễn Thanh Thu）曾在墳場的位置國道1號設置一尊雕像，描繪了一個疲累的南越士兵坐下和他的M1步槍放在他的膝上，雕像被暱稱為「傷惜」（Thương tiếc），雕像後方道路的盡頭階梯上有一寶塔，寶塔後方的走道則通往墓區，墳墓一圈圈圍繞著一個圓形紀念碑和方尖碑，呈同心圓的型式排列。
墳場的建造最多可容納30,000個墳墓，到1975年4月西貢淪陷時，大約有16,000個墓葬在那裡進行，其中一半的墳墓被水泥和半個簡陋的土堆所覆蓋。 到2009年，總埋葬量約為12,000。西貢淪陷後「傷惜」雕像被摧毀，墳場也被封閉，直到2006年才重新開放家屬前往掃墓。

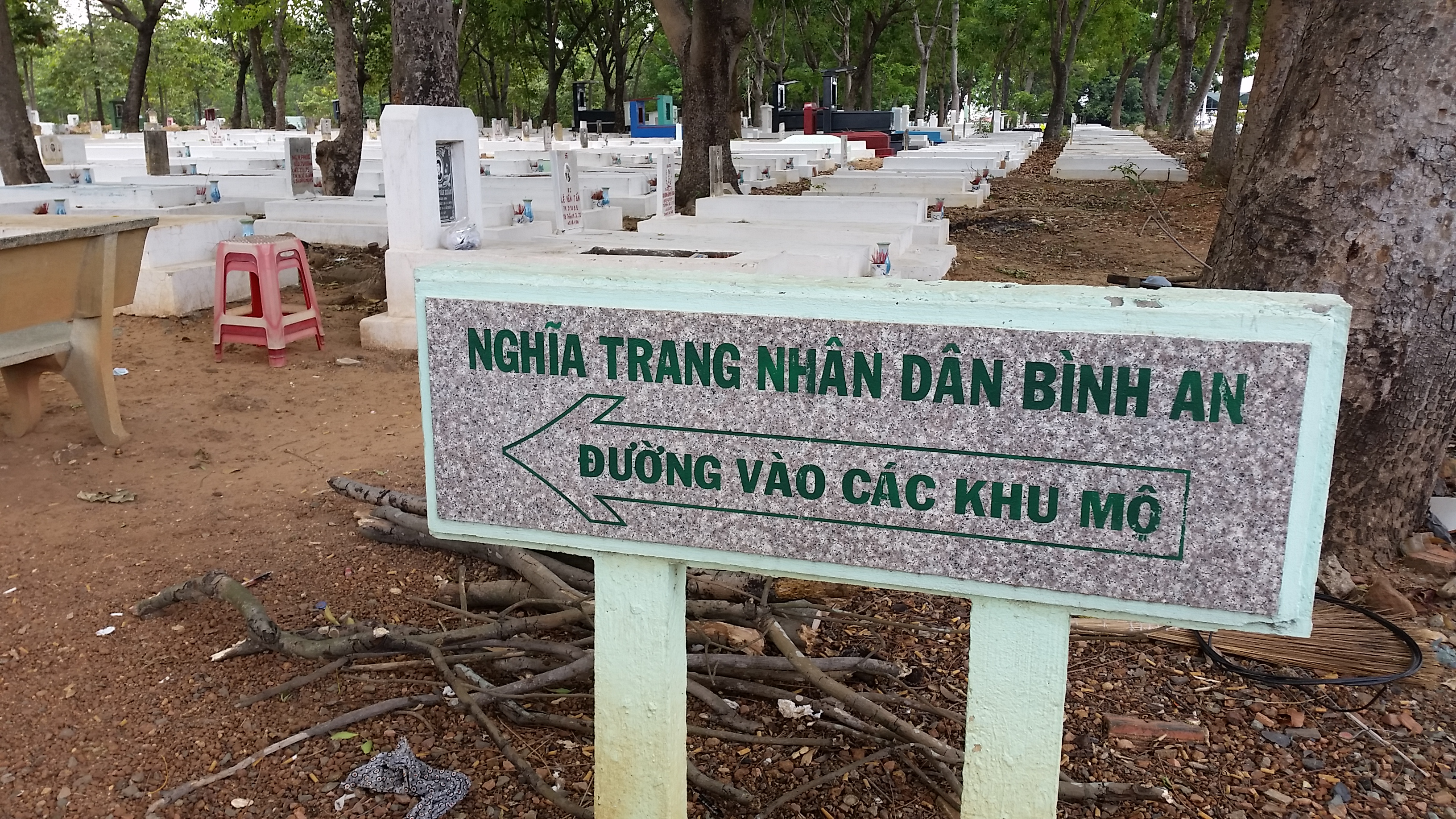
墳場入口
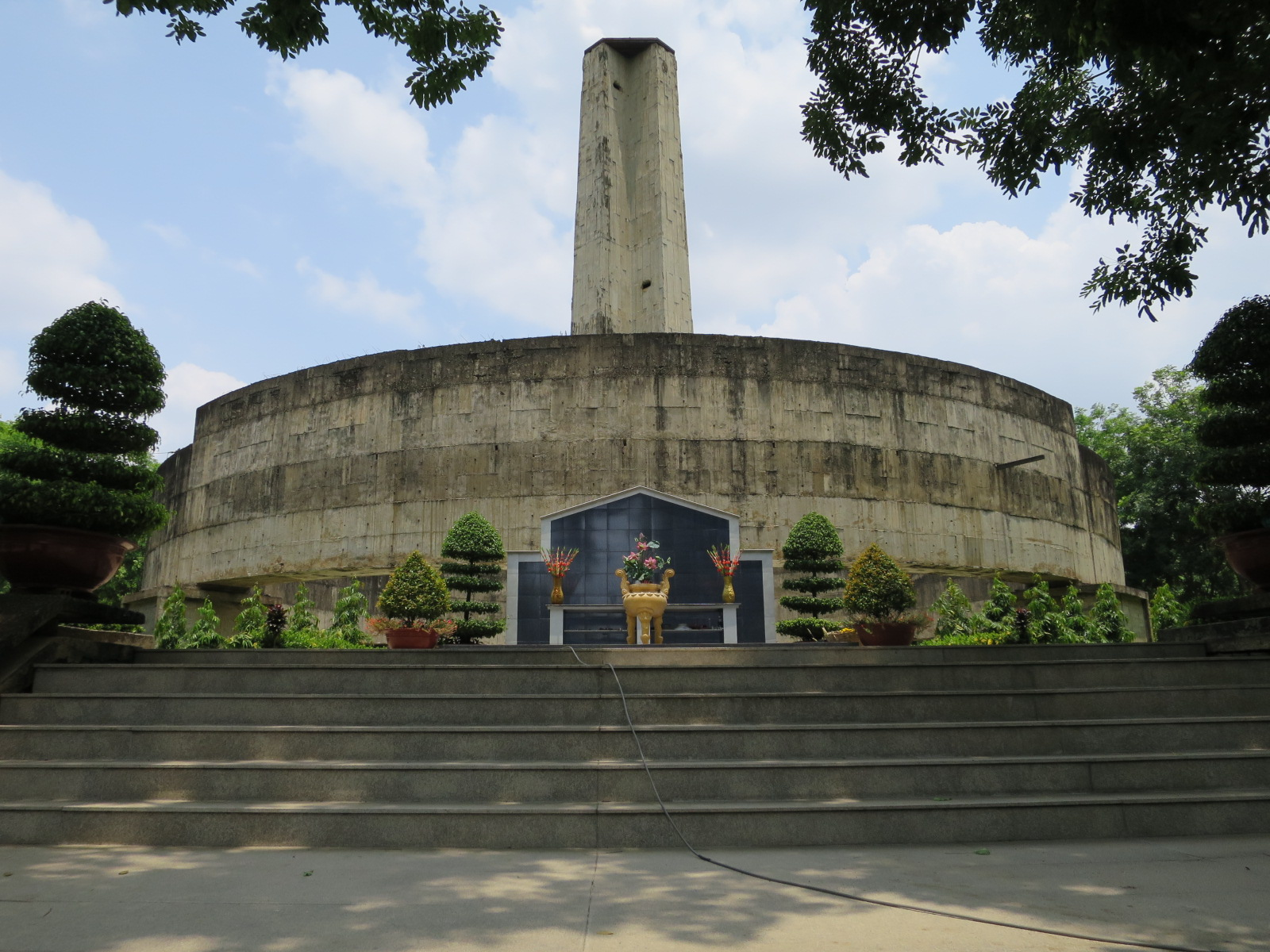
在墳場中央的紀念碑
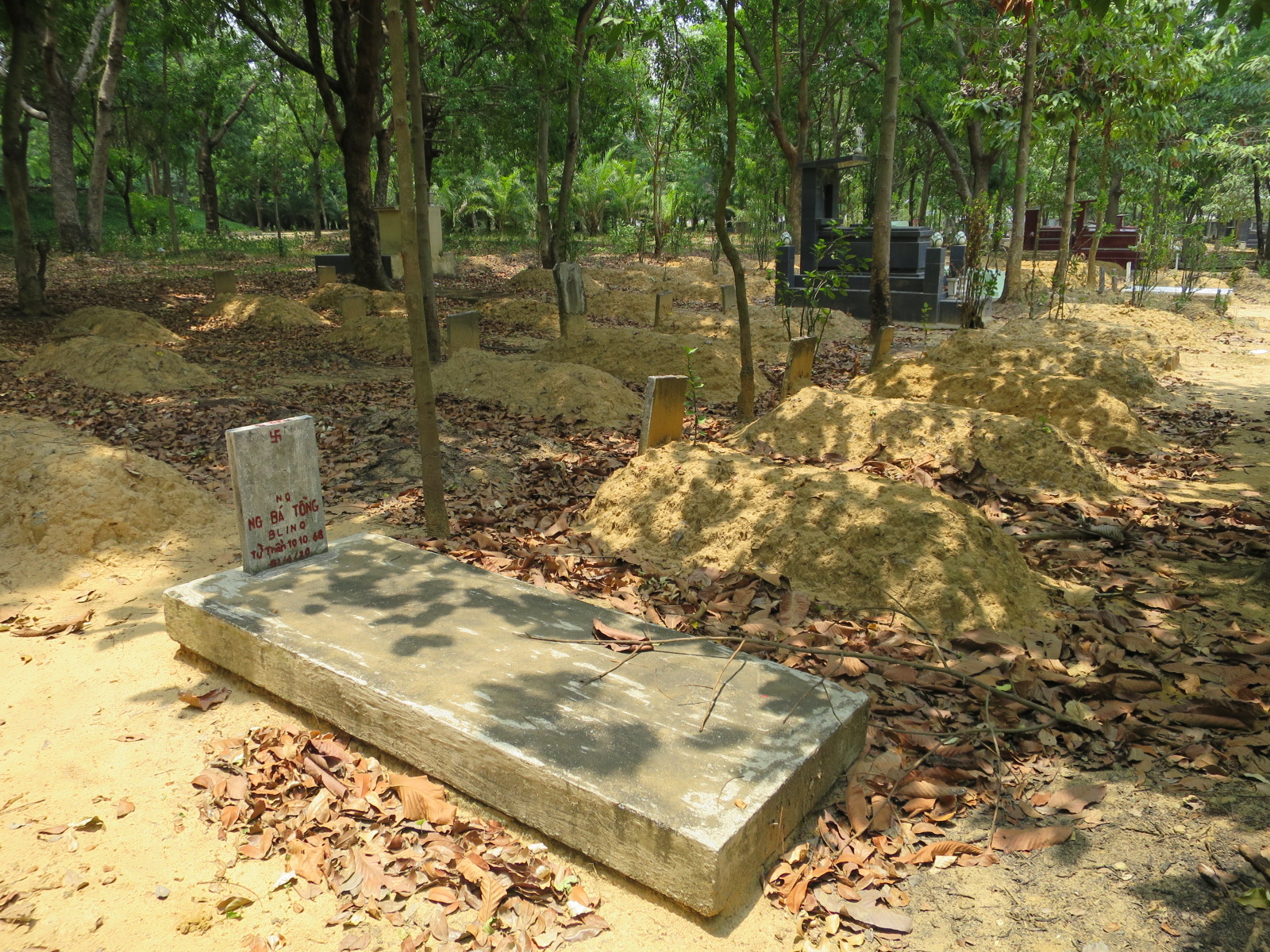
2015年4月，墳墓處於原始狀態
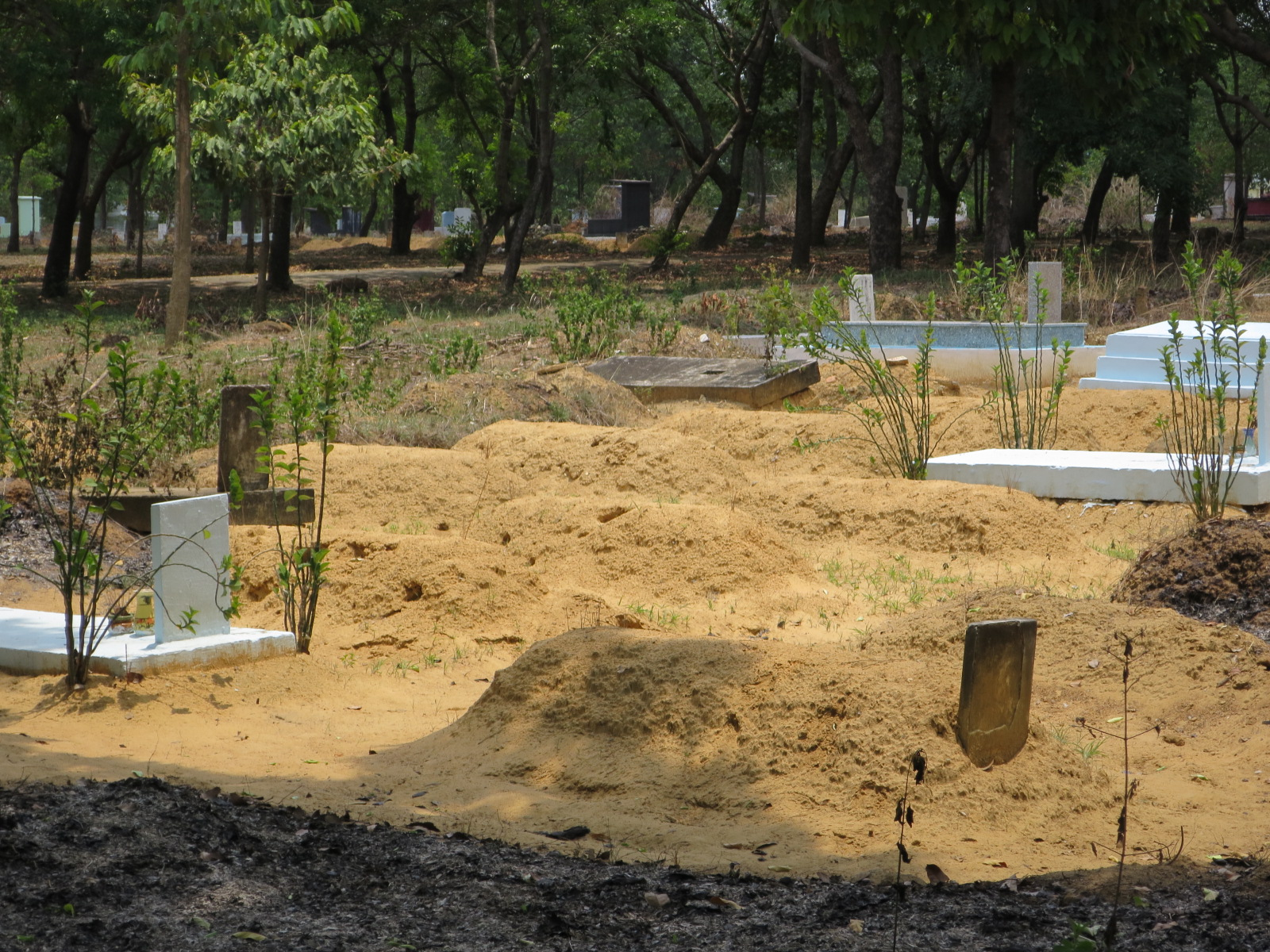
2015年4月，原始和翻新的墳墓
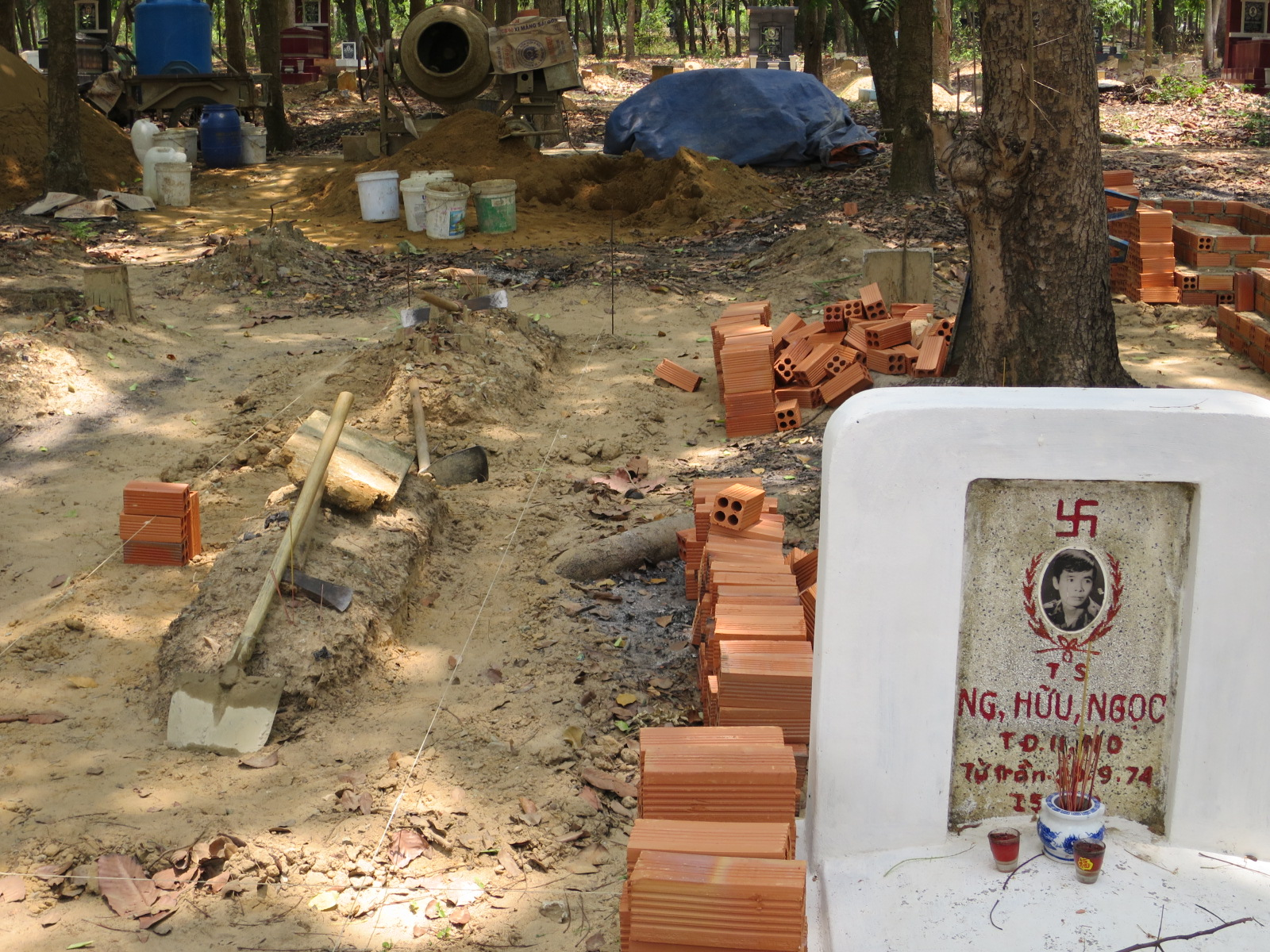
2015年4月，墳墓正在翻新
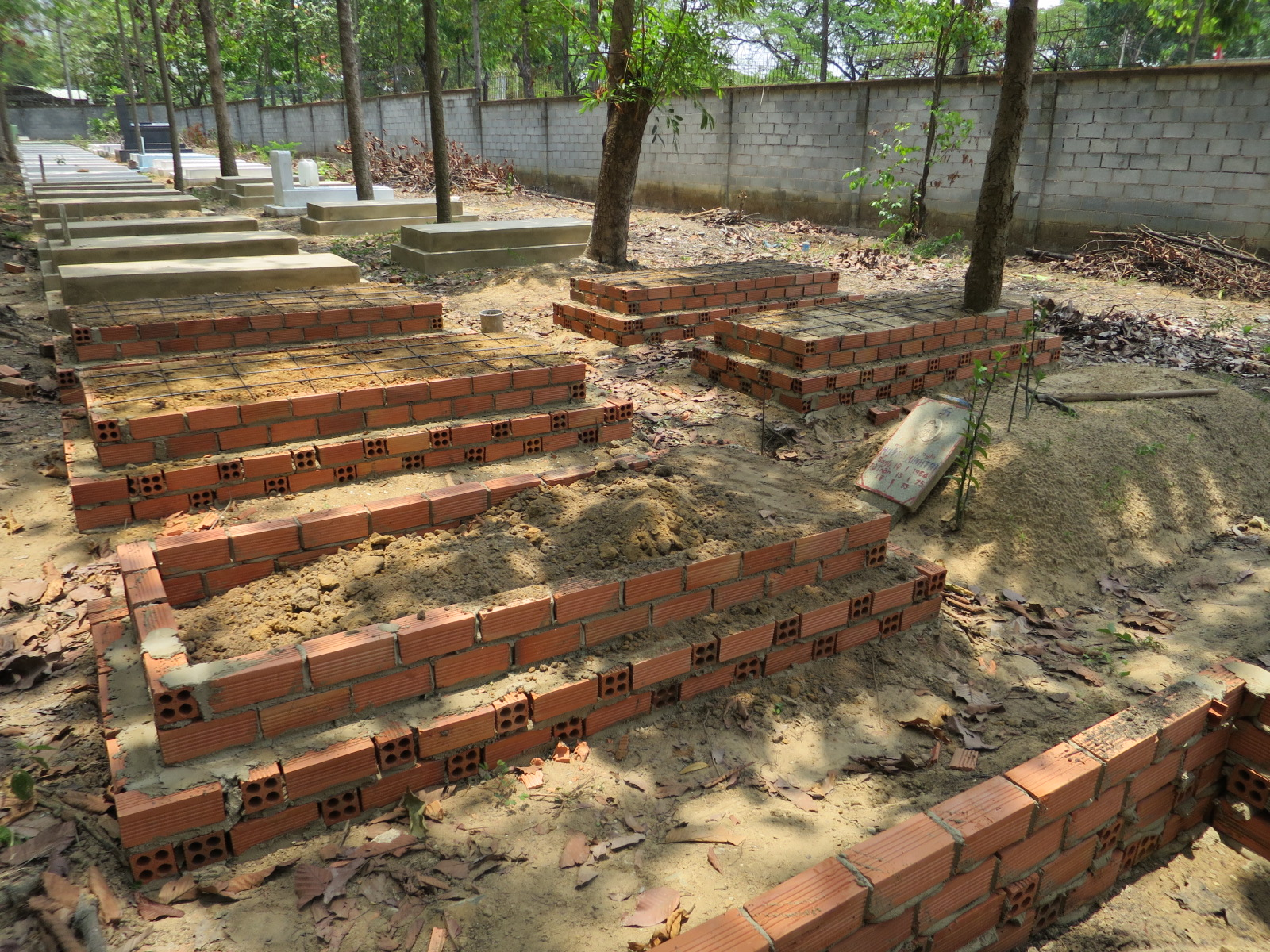
2015年4月，正在翻新的墳墓和已翻新的墳墓
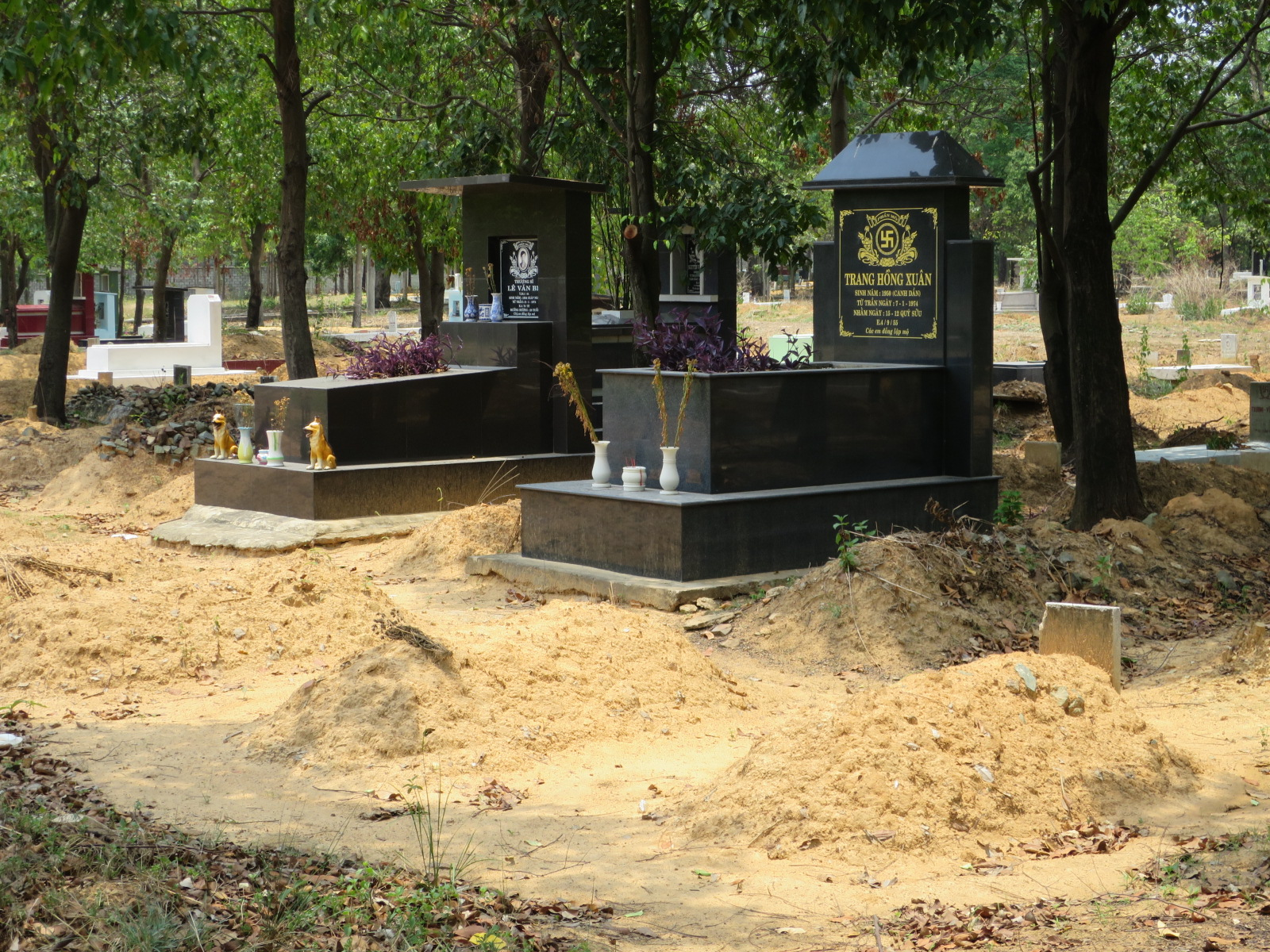
由家屬翻新的墓碑

## 下葬名人
- 阮文孝

## 外部連結
- Photos of Bien Hoa Military Cenetery before and after 1975 （页面存档备份，存于）